# Distribution Media Format
Distribution Media Format (tạm dịch: Định dạng phương tiện phân phối, viết tắt DMF) là một định dạng dành cho đĩa mềm mà hãng Microsoft dùng để phân phối phần mềm. DMF cho phép đĩa mềm chứa được dung lượng 1680 kB dữ liệu trên đĩa 31⁄2-inch, thay vì 1440 kB theo đúng tiêu chuẩn. Kèm theo tác dụng phụ, các tiện ích phải hỗ trợ đặc biệt định dạng này trợ giúp đọc và ghi đĩa, khiến cho việc sao chép các sản phẩm được phân phối theo phương thức này trở nên khó khăn hơn. Máy tính Macintosh của Apple chạy tiện ích Disk Copy 6.3.3 trên hệ điều hành Mac OS 7.6 trở lên có thể sao chép và tạo đĩa DMF. Sản phẩm phần mềm đầu tiên của Microsoft dùng DMF dành cho việc phân phối chính là bản sửa đổi "c" của bộ Office 4.x. Đây còn là sản phẩm phần mềm đầu tiên sử dụng tập tin CAB, về sau gọi là "Diamond".
So sánh DMF và đĩa 1440 kB 31⁄2-inch đúng theo tiêu chuẩn:
|                      | 1440 kB  | DMF                 |
| -------------------- | -------- | ------------------- |
| Track                | 80       | 80                  |
| Sector mỗi track     | 18       | 21                  |
| Kích thước cụm       | 512 byte | 1024 hoặc 2048 byte |
| Mục nhập thư mục gốc | 224      | 16                  |

DMF dưới dạng hình ảnh 1680 kB Virtual Floppy Disk (VFD) và ảnh dạng IBM Extended Density Format (XDF) đều được Windows Virtual PC hỗ trợ.